# Sjömansvisa

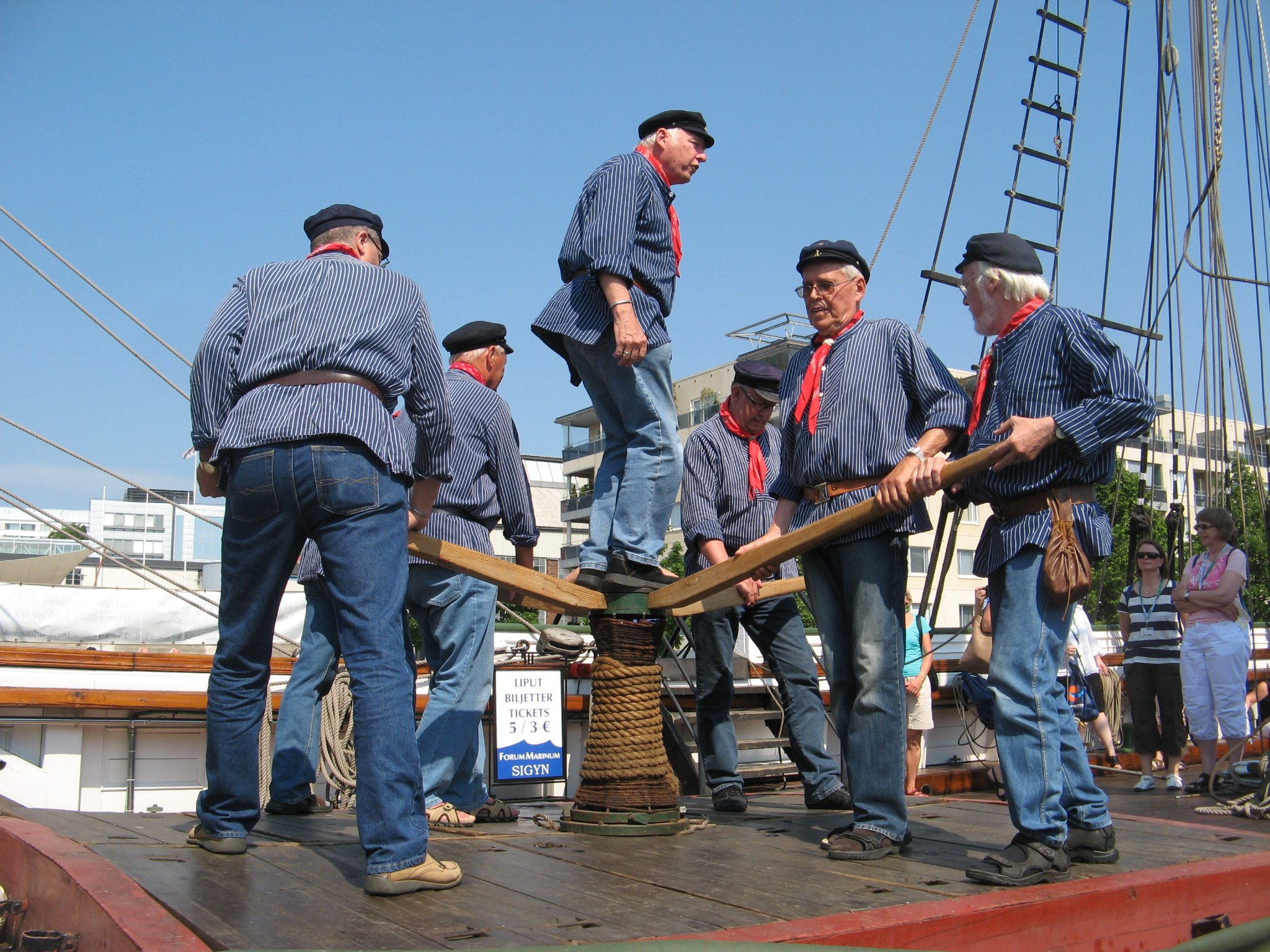
Den åländska shantykören Rolling Home demonstrerar användningen av shantyn ombord på Sigyn, med försångaren i mitten.

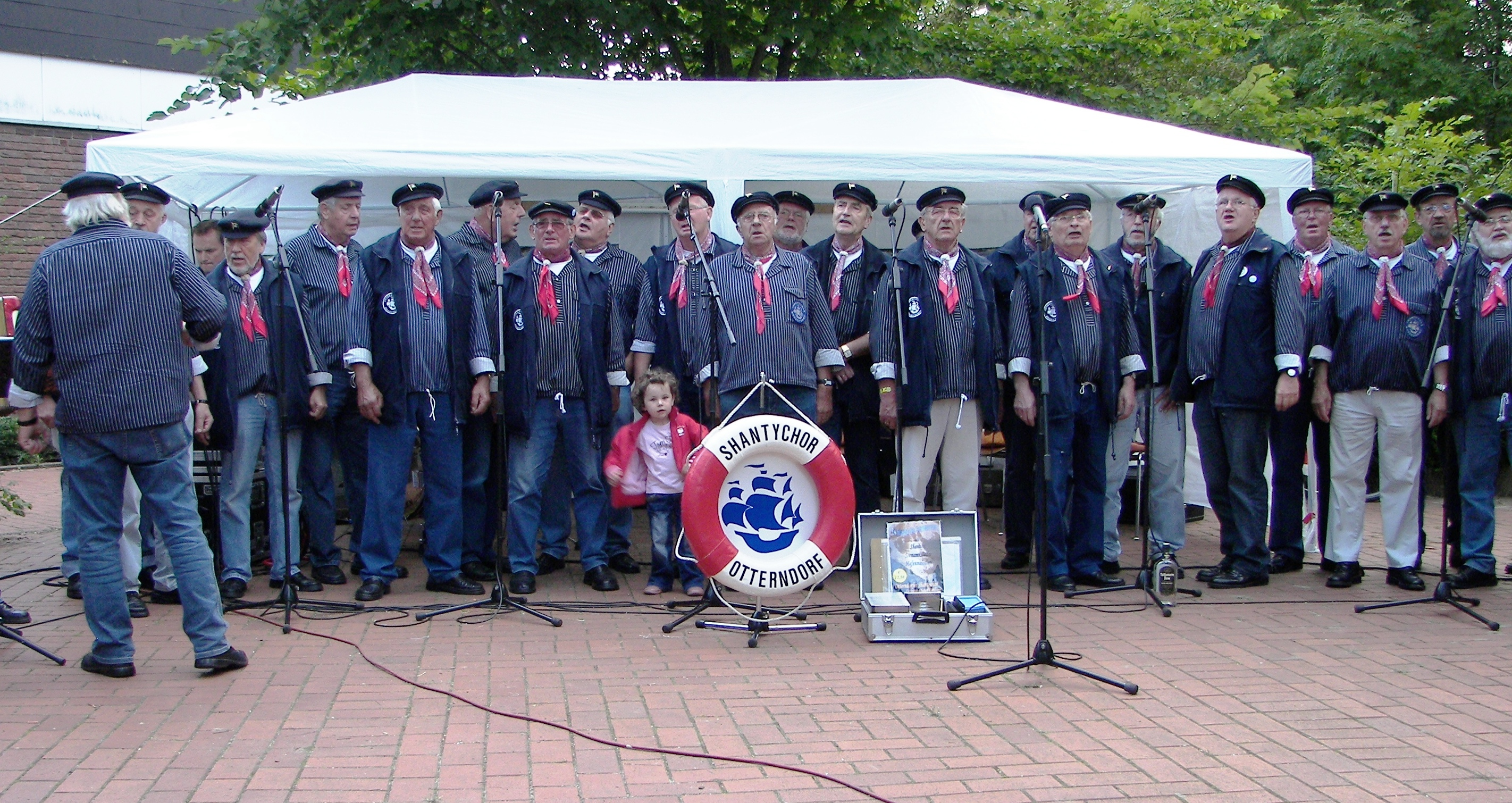
Den tyska shantykören Shantychor Otterndorf uppställda för utekonsert.

Sjömansvisa eller skeppsvisa, ibland även "shanti" (av engelska: shanty eller seashanty, uttal: [ʃæʹnti], norska: sjanti), kallas en visa av rytmisk, synkroniserad typ, oftast från äldre tider, som sjöngs av sjömän som arbetssång eller som nöje. Sångtexterna beskriver vanligtvis sjömanslivet och vanliga teman är bland annat sjörövare och stormar. I dag har många båtresor ersatts av resor med flygplan, och sjömansvisorna spelar då en allt mindre roll.
Bland kända låtskrivare för sjömansvisor hör bland andra Evert Taube.

## Bakgrund
För arbeten vid särskilt segelfartyg fanns sånger med olika rytm för arbete vid gångspel, länspump och rep, olika beroende på manskapets storlek och hur tungt eller långvarigt arbetet var. De flesta sånger hade verser sjungna av en försångare, shantymannen, och omkväden sjungna av alla. Försångaren sjöng versen och manskapet föll in i refrängen, samtidigt som man bättre utförde arbetet i takt.
Ett par av de mest kända sångerna är Drunken sailor och Blow the man down.
Under 2020–2021 blev Soon May the Wellerman Come populär på sociala medier-appen TikTok, vilket ledde till en viral spridning och ett ökat intresse för shantysånger. Sången är egentligen inte en shanty, eftersom den inte är en arbetssång och inte specifikt sjungits av sjömän eller har något sjömanstema.

## Etymologi
Shanty [ʃæʹnti] är inlånat i svenskan från engelskans shanty, chant(e)y, och kommer i sin tur troligen från franskans chanter "sjunga".